# Capiibary
Capiibary è un centro abitato del Paraguay, situato nel dipartimento di San Pedro; la località forma uno dei 19 distretti del dipartimento.

## Popolazione
Al censimento del 2002 la località contava una popolazione urbana di 3.383 abitanti (25.841 nell'intero distretto).